# Монастырь Святого Петра в Шварцвальде
Монастырь Святого Петра в Шварцвальде (нем. Kloster St. Peter auf dem Schwarzwald) — бывший бенедиктинский монастырь, располагавшийся на территории баден-вюртембергской общины Санкт-Петер (Верхний Шварцвальд); был основан в XI веке герцогиней Агнес фон Рейнфельден и распущен в ходе секуляризации 1806 года.

## История и описание
Истоки монастыря Святого Петра в Шварцвальде, являвшегося местом захоронения рода Церингер, лежали в Вайльхайме-ан-дер-Текк, где в 1073 году или ранее был основан монастырь (или коллегиальная церковь). Данная община после 1078 года, в связи с военными событиями и конфликтами вокруг борьбы за инвеституру, перебралась в район монастыря Хирзау. Планы остаться там изменились в 1090 году и около 1093 года монахи переместились в шварцвальдский Санкт-Петер. Формальным основателем монастыря Святого Петра стала герцогиня Агнес фон Рейнфельден.
Подобно монастырю Святого Георгия в Шварцвальде (см. Бенедиктинская церковь в Филлингене), община Святого Петра вскоре приняла каноны бенедиктинского ордена, а в 1095 году папа Урбан II подтвердил монастырские привилегии. Результатом растущего процветания монашеской общины, стали пожертвования со стороны представителей рода Церингер и их вассалов; в тот период (XII век) монашеская община стала политическим и культурным центром региона, о чем свидетельствует обширная работа по переписыванию книг.
Монастырь, тесно связанный с родом Церинген, активно приобретал собственность по всему региону Шварцвальд и вокруг него: в Брайсгау, в Бааре и даже в центральной Швейцарии. В 1238 и 1437 годах монастырь становился жертвой пожаров; он постепенно потерял свое значение к позднему Средневековью, не поддержав монастырские реформы XV века, но его собственность оставалась весьма значительной: она оказалась практически нетронутой даже в эпоху Реформации. При аббате Петере Греммельсбахе (1496—1512) были обновлены монастырские постройки, которые были затем перестроены в стиле барокко (в XVII—XVIII веках). С 1842 по 2006 год в бывшем монастыре, распущенном в результате секуляризации 1806 года, находилась семинария архиепархии Фрайбурга; с 19 ноября 2006 года монастырь используется как «духовный центр».

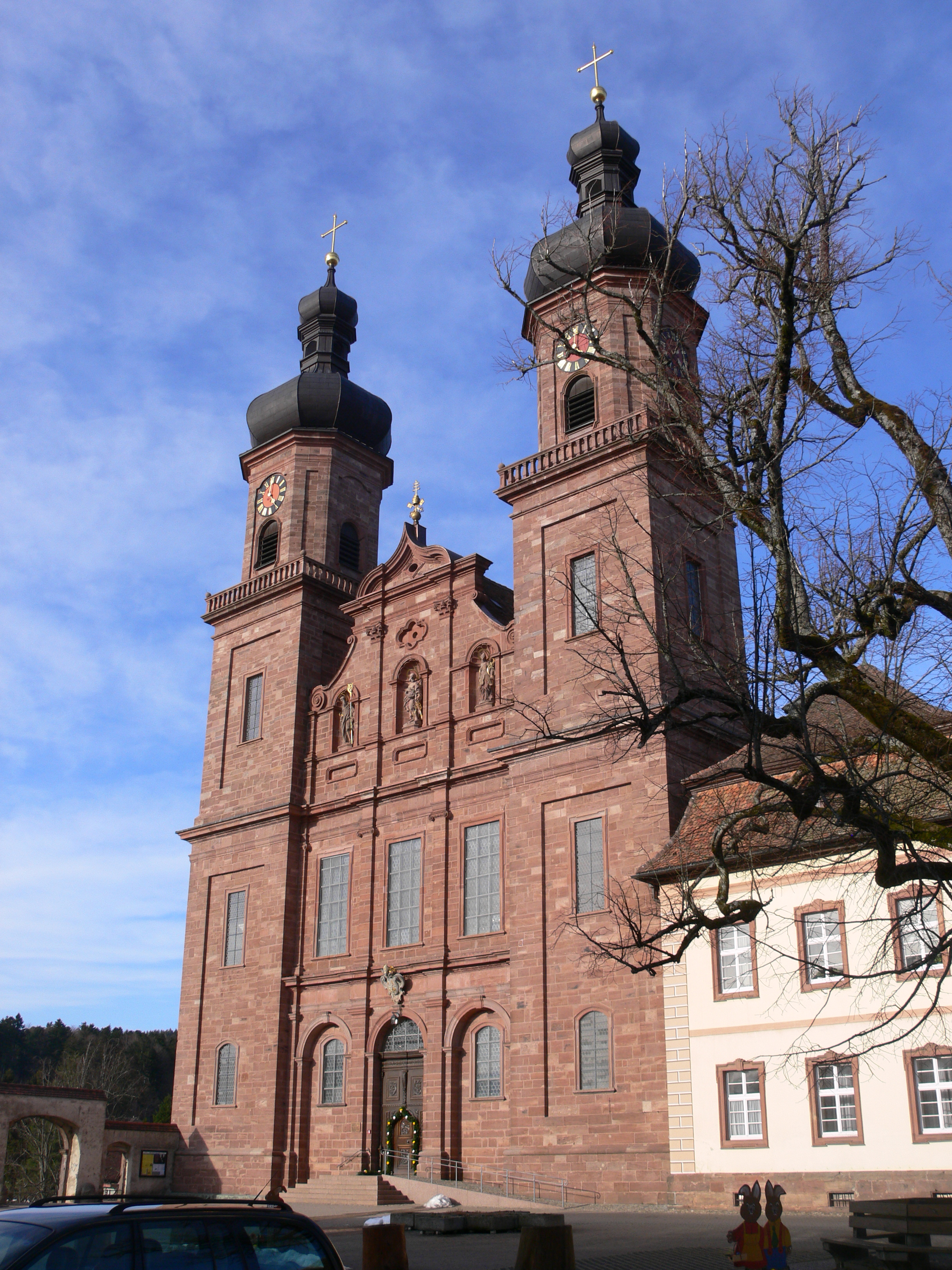
Фасад церкви Св. Петра

### Церковь
В 1720-х годах, в период правления аббата Ульриха Бурги, было построено современное здания монастырская церковь — в стиле барокко и с фасадом из красного песчаника в окружении двух башен-колоколен с луковичных куполами. Архитектором церкви являлся Петер Тумб, а за внутренний декор отвечали Франц Йозеф Шпиглер, создавший к 1727 году 55 фресок, и Йозеф Антона Фойхтмайера, дополнивший помещения скульптурными композициями. В церкви до сих пор располагаются два органа: главный орган на галерее над входом был построен в 1966—1967 годах мастерами фирмы «Johannes Klais Orgelbau GmbH & Co. KG» (Бонн).